# Naile Sultan (figlia di Abdülmecid I)
Naile Sultan (turco ottomano: نائله سلطان, lett. "vincitrice", nota anche come Nadile Sultan; Istanbul, 30 settembre 1856 – Istanbul, 18 gennaio 1882) è stata una principessa ottomana, figlia del sultano Abdülmecid I e della consorte Şayeste Hanim.

## Origini
Naile Sultan, chiamata anche Nadile Sultan, nacque il 30 settembre 1856 a Istanbul, nel Palazzo Dolmabahçe. Suo padre era il sultano ottomano Abdülmecid I e sua madre una delle sue consorti, Şayeste Hanim.  
Aveva un fratello maggiore nato morto, Şehzade Abdüllah, e un fratello adottivo minore, Mehmed VI, ultimo Sultano dell'Impero ottomano. 
Rimasta orfana di padre nel 1861, Naile, come la sua sorellastra Behice Sultan, malata di tubercolosi fin da piccola, crebbe in isolamento in una villa sul mare chiamata Villa Esma Sultan, vicino alla moschea Ortaköy.  
Venne descritta come una ragazza graziosa, con un viso lungo e magro, lineamenti molto delicati, occhi scuri e cerchiati da occhiaie, collo sottile e un sorriso dolce ma triste. 

## Matrimonio
Nel 1876 sua madre le organizzò un matrimonio con Kabasakal Çerkes Mehmed Pasha, suo parente, fratello di Bidar Kadın (una consorte di Abdülhamid II) e imparentato con Imam Shamil.  
Naile era contraria al matrimonio e trovava sgradevole il suo sposo, descritto come un uomo rozzo, cupo e severo. Tuttavia, Abdülaziz, fratello minore di Abdülmecid e suo erede, approvò le nozze e le preparò la dote.  
Il matrimonio si tenne il 6 ottobre 1876, durante il regno del fratellastro di Naile, Abdülhamid II. Gli sposi continuarono a vivere a Villa Esma e il matrimonio fu infelice e senza figli. 

## Morte
Naile Sultan morì il 18 gennaio 1882, a venticinque anni, di tubercolosi e infelicità. Fu sepolta nella Yeni Cami e sua madre commissionò una grande targa per la sua tomba, con incise su raffigurazioni di La Mecca e Medina.  
Dopo la sua morte suo marito si risposò due volte, prima con una donna straniera e infine con Esma Sultan, figlia di Abdülaziz. 